# زبان چوایی
زبان چوایی یا نیانجا، زبانی از خانوادهٔ زبان‌های بانتو است. پیشوند چی- برای اشاره به زبان بکار می‌رود در نتیجه نام این زبان می‌تواند چیچوایی و چینیانجا (املای Cinyanja در زامبیا) نیز باشد.
چوایی زبان ملی مالاوی است همچنین به عنوان یکی از هفت زبان آفریقایی رسمی زامبیا نیز دانسته می‌شود که بیشتر از سوی مردمان استان‌های شرقی کاربرد دارد. چوایی در موزامبیک بویژه در استان‌های تته و نیاسا گویشور دارد. بر اساس برآوردها چوایی در زیمبابوه به عنوان سومین زبان محلی پرکاربرد رتبه‌بندی شده است. این زبان یکی از ۵۵ زبانی است که در صفحهٔ طلایی وویجر نقش بسته است.